# Charles Bourseul
Charles Bourseul   (Brussel·les, 28 d'abril de 1829 - Sant Seren, 23 de novembre de 1912) va ser un enginyer francès i un dels pioners de la telefonia. Va desenvolupar les seves investigacions diverses dècades abans que Graham Bell patentés el seu invent i deu anys abans que Antonio Meucci aconseguís la primera trucada telefònica.

## Biografia
Charles va néixer a Brussel·les (Bèlgica), però es va criar i va créixer a Douai (França), país del que era el seu pare, militar de professió.

## Invenció del telèfon
Va treballar com a enginyer civil i mecànic per a la companyia telegràfica, realitzant millores tècniques al sistema de Louis Breguet i Samuel Morse.
També va investigar i experimentar amb la transmissió elèctrica de la veu humana, estudiant la possibilitat d'utilitzar les vibracions provocades per la veu sobre un disc flexible per transmetre-les i provocar-les també en un disc idèntic en un punt receptor. Va fabricar un micròfon electromagnètic, però mai va aconseguir que el receptor reproduís satisfactòriament la veu.
L'any 1854 Charles Bourseul va publicar a la revista L'Illustration (Paris) el primer informe de la història sobre la transmissió de la veu humana per mitjans elèctrics, encara que sense estar avalat per un èxit definitiu. Malgrat això, informava de les bases del funcionament i deia que el procés era delicat i necessitava treball i paciència, però que segons les seves aproximacions, no trigaria a obtenir-se èxit.
El mateix Johann Philipp Reis va confirmar haver utilitzat les investigacions de Charles Bourseul publicades el 1854 com a base per als seus propis desenvolupaments sobre això.
Poc després, el 1860, Meucci va reclamar haver fet el seu primer intent telefònic a Itàlia, que va arribar a demostrar en públic. Després del seu intent de producció buscant inversors es va posar en contacte amb la Western Union Telegraph Company, a la qual va transmetre la seva troballa. Després d'anys d'inactivitat d'aquesta i el reclam corresponent, li van comunicar haver perdut el seu invent, que va ser patentat l'any 1876 per Alexander Graham Bell. Encara que va morir ficat en processos judicials, no va aconseguir en vida el seu reconeixement. No és fins a l'11 de juny de 2002 quan el Butlletí Oficial de la Cambra de Representants dels Estats Units d'Amèrica publica la resolució 269 de reconèixer la seva autoria.